# Michał Stankiewicz (pastor)

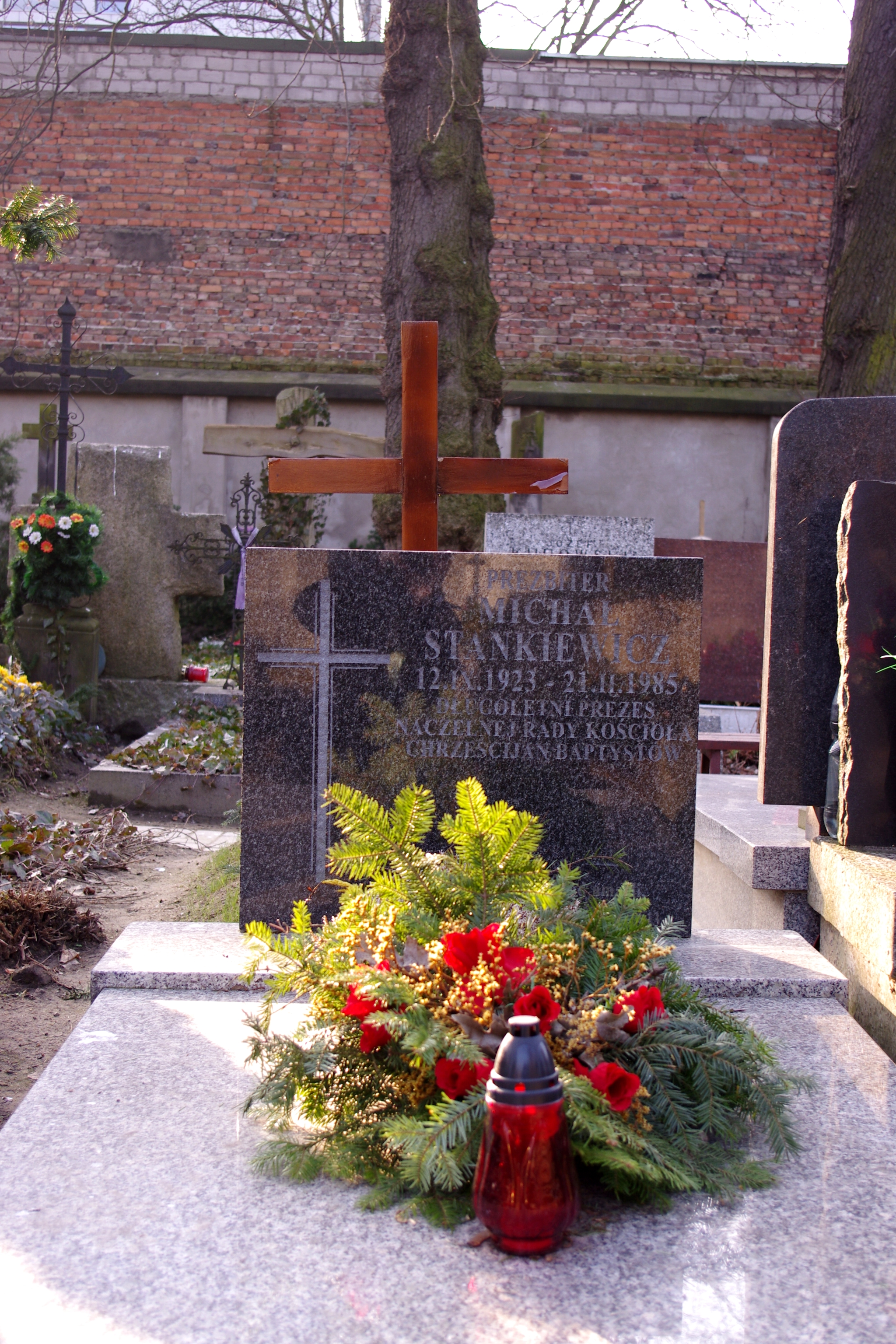
Grób Michała Stankiewicza na Cmentarzu Ewangelicko-reformowanym przy ul. Żytniej w Warszawie

Michał Stankiewicz (ur. 12 września 1923 r., zm. 21 lutego 1985 r.) – polski duchowny baptystyczny, autor literatury religijnej, w latach 1968-1980 (trzy kadencje) i 1984-1985 (niepełna jedna kadencja) prezes Naczelnej Rady Polskiego Kościoła Chrześcijan Baptystów (PKChB), ekumenista, pedagog.

## Życiorys
Urodził się 12 września 1923 roku w Białowieży, był synem Michała.
Absolwent Seminarium Teologicznego PKChB (1949) i studiów polonistycznych na Uniwersytecie Jagiellońskim (1953). W roku akademickim 1967–1968 odbył jednoroczne studia w International Baptist Theological Seminary w Rüschlikon w Szwajcarii. 
Był duszpasterzem zborów PKChB w Krakowie (1949–1953) i Chrzanowie (1953–1960). Obok służby kościelnej pracował jako nauczyciel języka polskiego w Liceum Ogólnokształcącym w Jaworznie (1953-1960), w Liceum Ogólnokształcącym im. Władysława IV w Warszawie (1960-1967).
W latach 1956–1961 redaktor naczelny miesięcznika Słowo Prawdy. Był inicjatorem i czołowym organizatorem dwóch wizyt Billy'ego Grahama w Polsce (w roku 1978 i 1981).
Członek Komisji Mieszanej Konferencji Episkopatu Polski i Polskiej Rady Ekumenicznej (1978–1980).
Został pochowany na cmentarzu ewangelicko-reformowanym w Warszawie (kwatera 3-4-7).
Był traktowany jako tajny współpracownik przez SB.

## Główne publikacje
- Ponurzano w Polszcze, Warszawa 1966
- Billy Graham w Polsce, (redaktor), Warszawa 1979

## Odznaczenia
- Srebrny Krzyż Zasługi (1974)
- Krzyż Kawalerski Orderu Odrodzenia Polski (1979)